# 科曼德納亞冰原島峰
72°12′S 14°31′E / 72.200°S 14.517°E
科曼德納亞冰原島峰（德語：Komandnaja-Nunatak），是南極洲的冰原島峰，位於毛德皇后地的阿斯特里德公主海岸，屬於帕耶山脈中羅赫林冰原島峰的一部分，由德國探險隊發現，現時由南極條約體系管理。